# Svinø
Svinø är en halvö i Danmark.   Den ligger i Middelfarts kommun i Region Syddanmark, i den centrala delen av landet, 180 km väster om Köpenhamn. Svinø ligger vid Gamborg Fjord på ön Fyn.